# Monohelea hieroglyphica
Monohelea hieroglyphica är en tvåvingeart som beskrevs av Jean-Jacques Kieffer 1917. Monohelea hieroglyphica ingår i släktet Monohelea och familjen svidknott. Inga underarter finns listade i Catalogue of Life.